# Liste des opérations militaires de la guerre civile du Sri Lanka
Après avoir réprimé l'insurrection communiste de Janatha Vimukthi Peramuna en 1971, les Forces armées srilankaises ont dû faire face à un nouveau conflit, cette fois-ci avec les Tigres de libération de l'Îlam tamoul (LTTE) et d'autres groupes militants. Le conflit s'est amplifié jusqu'au point où l'Inde est intervenue en tant que force de maintien de paix. Ce qui fut une erreur stratégique tant que le groupe était composé d’éléments nationalistes liés au JVP. Ce conflit connut plusieurs cessez-le-feu avec l'aide internationale. Cependant, des scènes de violence éclatèrent en décembre 2005 en marge des pourparlers. L'armée Srilankaise a ensuite choisi la manière forte, et a reconquis le nord et l'est du pays.

## Guerre de l'Eelam I(1983-1987)
| Bataille                                                  | Date                    | Lieux                                                         | Nombre de morts    | Nombre de morts       | Nombre de morts | Résultat                                   |
| Bataille                                                  | Date                    | Lieux                                                         | Soldat sri-lankais | Tigres tamouls (LTTE) | Civils          | Résultat                                   |
| --------------------------------------------------------- | ----------------------- | ------------------------------------------------------------- | ------------------ | --------------------- | --------------- | ------------------------------------------ |
| Guerre de l'Eelam I 23 juillet 1983 – 29 juillet 1987     |                         |                                                               |                    |                       |                 |                                            |
| Offensive sur Kokkilai (1985) (en)                        | 13 février 1985         | Camp de l'armée sri-lankaise, Kokkilai, Mullaitivu (district) | 4-100              | 16                    |                 | Victoire des tigres tamouls                |
| Opération Vadamarachchi (en) (alias Opération Libération) | 26 mai 1987 - juin 1987 | Vadamarachchi, Jaffna (district)                              | 689                | 631                   |                 | Victoire partielle de l'armée sri-lankaise |
| Opération Poomalai (en)                                   | 4 juin 1987             | Jaffna, Jaffna (district)                                     |                    |                       |                 | Intervention indienne - Aucun vainqueur    |
| Cessez-le-feu 29 juillet 1987 - octobre 1987              |                         |                                                               |                    |                       |                 |                                            |

## Intervention indienne(1987-1990)
| Bataille                                          | Date                              | Lieux                           | Nombre de morts    | Nombre de morts       | Nombre de morts        | Nombre de morts | Résultat                                                          |
| Bataille                                          | Date                              | Lieux                           | Soldat sri-lankais | Tigres tamouls (LTTE) | Soldats indiens (IPKF) | Civils          | Résultat                                                          |
| ------------------------------------------------- | --------------------------------- | ------------------------------- | ------------------ | --------------------- | ---------------------- | --------------- | ----------------------------------------------------------------- |
| Intervention indienne octobre 1987 - 24 mars 1990 |                                   |                                 |                    |                       |                        |                 |                                                                   |
| Opération Pawan (en)                              | 11 octobre 1987 – 25 octobre 1987 | Jaffna, Jaffna (district)       |                    | ?                     | 214                    |                 | Victoire des forces indiennes de maintien de la paix au Sri Lanka |
| Opération Trishul (en)                            | avril 1988                        | Province du Nord                |                    |                       |                        |                 |                                                                   |
| Opération Viraat (en)                             | avril 1988                        | Province du Nord                |                    |                       |                        |                 | Victoire des forces indiennes de maintien de la paix au Sri Lanka |
| Opération Checkmate (en)                          | juin 1988                         | Vadamarachchi, Province du Nord |                    |                       |                        |                 | Victoire des forces indiennes de maintien de la paix au Sri Lanka |
| Jaffna University Helidrop (en)                   | 12 octobre 1988                   | Jaffna, Jaffna (district)       |                    |                       |                        |                 | Victoire des tigres tamouls                                       |

## Guerre de l'Eelam II(1990-1995)
| Bataille                                                | Date                                | Lieux                                                                      | Nombre de morts    | Nombre de morts       | Nombre de morts | Résultat                                                                      |
| Bataille                                                | Date                                | Lieux                                                                      | Soldat sri-lankais | Tigres tamouls (LTTE) | Civils          | Résultat                                                                      |
| ------------------------------------------------------- | ----------------------------------- | -------------------------------------------------------------------------- | ------------------ | --------------------- | --------------- | ----------------------------------------------------------------------------- |
| Guerre de l'Eelam II 10 juin 1990 – 9 janvier 1995      |                                     |                                                                            |                    |                       |                 |                                                                               |
| Bataille de Kokavil (en)                                | 27 juin 1990 – 11 juillet 1990      | Camp des Forces armées srilankaises, Kokavil (en), Kilinochchi (district)  | 69                 |                       |                 | Victoire des tigres tamouls                                                   |
| Opération Sea Breeze (en)                               |                                     |                                                                            |                    |                       |                 | Victoire de l'armée sri-lankaise                                              |
| Opération Thrividha Balaya (en)                         |                                     |                                                                            |                    |                       |                 | Victoire de l'armée sri-lankaise                                              |
| Opération Balavegaya (en) (alias Opération Power Force) | 14 juillet 1991 – 9 août 1991       | Jaffna, Jaffna (district)                                                  | 202-400            | 573-1,000+            |                 | Victoire de l'armée sri-lankaise                                              |
| Opération Sathbala                                      |                                     |                                                                            |                    |                       |                 | Victoire de l'armée sri-lankaise                                              |
| Opération Balavegaya II                                 |                                     |                                                                            |                    |                       |                 | Victoire de l'armée sri-lankaise                                              |
| Opération Welioya                                       |                                     |                                                                            | 2                  | 330                   |                 | Victoire de l'armée sri-lankaise                                              |
| Bataille d'Elephant Pass (1991) (en)                    | 10 juillet 1991 – 9 août 1991       | Camp des Forces armées srilankaises, Elephant Pass, Kilinochchi (district) | 202-400            | 573-1,000             |                 | Victoire de l'armée sri-lankaise                                              |
| Bataille de Pooneryn (en)                               | 11 novembre 1993 – 12 novembre 1993 | Pooneryn (Poonakari), Kilinochchi (district)                               | 441                | 469                   |                 | L'armée sri-lankaise et les tigres tamouls ont tous deux proclamé la victoire |

## Guerre de l'Eelam III(1995-2002)
| Bataille                                                                     | Date                                  | Lieux                                                                 | Nombre de morts    | Nombre de morts       | Nombre de morts | Résultat                         |
| Bataille                                                                     | Date                                  | Lieux                                                                 | Soldat sri-lankais | Tigres tamouls (LTTE) | Civils          | Résultat                         |
| ---------------------------------------------------------------------------- | ------------------------------------- | --------------------------------------------------------------------- | ------------------ | --------------------- | --------------- | -------------------------------- |
| Cessez-le-feu 9 janvier 1995 – 19 avril 1995                                 |                                       |                                                                       |                    |                       |                 |                                  |
| Guerre de l'Eelam III 19 avril 1995 - décembre 2001                          |                                       |                                                                       |                    |                       |                 |                                  |
| Operation Riviresa (en) / Bataille de Jaffna (en)                            | 17 octobre 1995 – 5 décembre 1995     | Jaffna, Jaffna (district)                                             | 500                | 2,000                 |                 | Victoire de l'armée sri-lankaise |
| Bataille de Mullaitivu (1996) (alias Opération Unceasing Waves)              | 18 juillet 1996 – 25 juillet 1996     | Mullaitivu, Mullaitivu (district)                                     | 1,242              | 332                   |                 | Victoire des tigres tamouls      |
| Opération Sath Jaya (en)                                                     | 26 juillet 1996 – 3 octobre 1996      | Elephant Pass et Kilinochchi                                          | ˜ 500              | 121                   |                 | Victoire de l'armée sri-lankaise |
| Offensive sur Vavunathivu (en)                                               | 7 mars 1997                           | Camp de l'armée sri-lankaise, Vavunathivu (en), Batticaloa (district) | 75                 | 103                   |                 | Victoire des tigres tamouls      |
| Opération Jayasikurui (en)                                                   | 13 mai 1997 - 1999                    | Sri Lanka                                                             | 1,350              | 3,614                 |                 | Victoire de l'armée sri-lankaise |
| Offensive Thandikulam–Omanthai (en)                                          | 10 juin 1997 – 25 juin 1997           | Thandikulam & Omanthai (en), Vavuniya (district)                      | 700                | 165                   |                 | Victoire des tigres tamouls      |
| Bataille de Kilinochchi (première) (en) (alias Opération Unceasing Waves II) | 27 septembre 1998 – 29 septembre 1998 | Kilinochchi, Kilinochchi (district)                                   | 443                | 520                   |                 | Victoire des tigres tamouls      |
| Opération Rana Gosa (en)                                                     | 4 mars 1999                           | Province du Nord                                                      |                    |                       |                 | Victoire de l'armée sri-lankaise |
| Offensive Oddusuddan (en)                                                    | octobre 1999 – 2 novembre 1999        | Oddusuddan (en), Mullaitivu (district)                                | 800                |                       |                 | Victoire des tigres tamouls      |
| Bataille pour l'autoroute A9 (en)                                            | 27 mars 2000 – 20 avril 2000          | Autoroute A9, Kilinochchi (district)                                  | 203                | 317                   | 50              | Victoire des tigres tamouls      |
| Bataille d'Elephant Pass (2000) (en) (alias Opération Unceasing Waves III)   | 22 avril 2000 – 23 avril 2000         | Camp de l'armée sri-lankaise, Elephant Pass, Kilinochchi (district)   | 204                | 150                   |                 | Victoire des tigres tamouls      |
| Bataille de Mullaitivu-Chalai                                                | 16 avril 2001                         | Mullaitivu et Chalai, Mullaitivu (district)                           | 7                  | 2                     |                 | Victoire des tigres tamouls      |
| Attaque sur l'aéroport de Bandaranaike                                       | 24 juillet 2001                       | Bandaranaike International Airport, Katunayake, Gampaha (district)    | 7                  | 14                    |                 | Victoire des tigres tamouls      |
| Cessez-le-feu décembre 2001 - 26 juillet 2006                                |                                       |                                                                       |                    |                       |                 |                                  |

## Guerre de l'Eelam IV(2006-2009)
| Bataille                                                               | Date                              | Lieux                                                   | Nombre de morts    | Nombre de morts       | Nombre de morts | Résultat                           |
| Bataille                                                               | Date                              | Lieux                                                   | Soldat sri-lankais | Tigres tamouls (LTTE) | Civils          | Résultat                           |
| ---------------------------------------------------------------------- | --------------------------------- | ------------------------------------------------------- | ------------------ | --------------------- | --------------- | ---------------------------------- |
| Guerre de l'Eelam IV 26 juillet 2006 – 18 mai 2009                     |                                   |                                                         |                    |                       |                 |                                    |
| Bataille au large de Jaffna (2006)                                     | 12 mai 2006                       | Golfe du Bengale près de Point Pedro, Jaffna (district) | 17                 | 54                    |                 | Victoire de la marine sri-lankaise |
| Bataille de Pesalai-Thalaimannar                                       | 12 mai 2006                       | Thalaimannar, Jaffna (district)                         | 6                  | 0                     |                 | Victoire de la marine sri-lankaise |
| Bataille du lagon de Kalpitya                                          | 12 juin 2006                      | Kalpitya, Colombo (district)                            | 5                  | 1                     |                 | Victoire des tigres tamouls        |
| Bataille de Jaffna (2006) (en)                                         | 11 août 2006 – 29 octobre 2006    | Péninsule de Jaffna, Jaffna (district)                  | 300                | 700-1,000             |                 | Aucun vainqueur                    |
| Bataille de Sampur (en)                                                | 28 août 2006 – 4 septembre 2006   | Sampoor (Sampur) (en), Trincomalee (district)           | 33                 | 200                   |                 | Victoire de l'armée sri-lankaise   |
| Bataille au large de Pulmoddai                                         | 24-25 septembre 2006              | Pulmoddai, Trincomalee (district)                       | 0                  | 70                    |                 | Victoire de l'armée sri-lankaise   |
| Attaque sur le port de Galle (en)                                      | 18 octobre 2006                   | Galle, Galle (district)                                 | 1                  | 9                     | 1               | Victoire de la marine sri-lankaise |
| Bataille de Thoppigala                                                 | 25 avril 2007 – 11 juillet 2007   | Kudumbimalai (Thoppikkal), Batticaloa (district)        | 48                 | 700-800               |                 | Victoire de l'armée sri-lankaise   |
| Bataille de Point Pedro (2007) (en)                                    | 19 juin 2007                      | Golfe du Bengale près de Point Pedro, Jaffna (district) |                    | 40                    |                 | Victoire de la marine sri-lankaise |
| Opération Ellalan                                                      | 22 octobre 2007                   | Base de la SLAF , Anurâdhapura, Anuradhapura (district) | 14                 | 20                    |                 | Victoire des tigres tamouls        |
| Bataille au large de Jaffna (2007)                                     | 25 décembre 2007                  | Détroit de Palk près de Delft (île), Jaffna (district)  |                    | 4-40                  |                 | Aucun vainqueur                    |
| Bataille de Vidattaltivu (en)                                          | 16 juillet 2008                   | Vidattaltivu (en), Mannar (district)                    | 1                  | 51                    |                 | Victoire de l'armée sri-lankaise   |
| Bataille de Kilinochchi                                                | 23 novembre 2008 – 2 janvier 2009 | Kilinochchi, Kilinochchi (district)                     |                    |                       |                 | Victoire de l'armée sri-lankaise   |
| Bataille de Mullaitivu (2009) (en)                                     | 2 janvier 2009 – 25 janvier 2009  | Mullaitivu, Mullaitivu (district)                       |                    |                       |                 | Victoire de l'armée sri-lankaise   |
| Bataille d'Elephant Pass (2009) (en)                                   | 9 janvier 2009                    | Elephant Pass                                           |                    |                       |                 | Victoire de l'armée sri-lankaise   |
| Bataille de Chalai (en)                                                | 2 février 2009 – 6 février 2009   | Chalai, Mullaitivu (district)                           |                    | 12                    |                 | Victoire de l'armée sri-lankaise   |
| Bataille de Puthukkudiyirippu (en)                                     |                                   | Puthukkudiyirippu, Mullaitivu (district)                |                    |                       |                 | Victoire de l'armée sri-lankaise   |
| Trève 13 avril 2009 – 15 avril 2009                                    |                                   |                                                         |                    |                       |                 |                                    |
| Bataille finale de la guerre civile du Sri Lanka                       |                                   | Puthukkudiyirippu, Mullaitivu (district)                |                    |                       |                 | Victoire de l'armée sri-lankaise   |
| Le gouvernement déclare la victoire et la fin de la guerre 19 mai 2009 |                                   |                                                         |                    |                       |                 |                                    |